# Rui Martins Ferreira
Rui Martins Ferreira (Campinas) foi um pintor, artista plástico e professor brasileiro. 

## Biografia
Rui Martins Ferreira atuou como artista plástico e professor ao longo de sua carreira, na maior parte do tempo em Campinas. [carece de fontes?]
Estudou em Florença e foi professor de desenho do Colégio Culto à Ciência, em Campinas. 
Também foi professor do antigo Ginásio do Estado, no Parque D. Pedro II, São Paulo,  onde lecionou desenho para o arquiteto e professor da FAUUSP Carlos Alberto Cerqueira Lemos, e o aconselhou a cursar arquitetura. 
Tendo participado de várias edições do Salão Paulista de Belas Artes, nele apresentou trabalhos que se alinhavam à  busca de uma iconografia nacionalista no desenho brasileiro, juntamente com Georgina de Albuquerque (1885-1962), Ricardo Cipicchia, Roque de Mingo (1890-1972), Helio Seelinger (1878-1965), Benedicto Rosa e Lima e Paulo Mazzucchelli (1889-?), entre outros.  Um exemplo dessa preocupação é o desenho a bico de pena de um dos grupos musicais de samba (samba de terreiro ou caiumba), compostos por ex-escravos ou seus filhos,  que tocavam em Campinas nas festas de 13 de maio.

## Exposições coletivas
- 1935 Salão Paulista de Belas Artes[5]

- 1937 Salão Paulista de Belas Artes[6]

- 1939 Salão Paulista de Belas Artes[7]

- 1940 Salão Paulista de Belas Artes[8]

- 1943 Salão Paulista de Belas Artes[9]

- 1952 Salão Paulista de Belas Artes[10]

- 1954 Salão de Belas Artes de Piracicaba[11]

## Premiações
- 1935 Menção Honrosa (Pintura) Salão Paulista de Belas Artes[12]

- 1939 Medalha de Bronze (Pintura) Salão Paulista de Belas Artes [13]

- 1943 Pequena Medalha de Prata (Pintura) Salão Paulista de Belas Artes [9]